# ラーマ・デーヴァ・ラーヤ
ラーマ・デーヴァ・ラーヤ（テルグ語：రామ దేవ రాయలు, タミル語：ராம தேவ ராயன், Rama Deva Raya, 1600年頃 - 1630年5月24日）は、南インドのヴィジャヤナガル王国、アーラヴィードゥ朝の君主（在位：1617年 - 1630年）。ヴィーラ・ラーマ・デーヴァ・ラーヤ （Vira Rama Deva Raya）とも呼ばれる。

## 生涯
1614年、父王シュリーランガ2世やその家族が従兄弟ジャッガ・ラーヤに殺害されたとき、その息子であるラーマ・デーヴァ・ラーヤは運よく首都ヴェールールか脱出することに成功した。
ジャッガ・ラーヤはそののちヴィジャヤナガル王となったが、ラーマ・デーヴァ・ラーヤはタンジャーヴール・ナーヤカ朝のラグナータ・ナーヤカなどの助力を得て、1616年末に挙兵した。
1617年初頭、ラーマ・デーヴァ・ラーヤはヴェールール近郊のトップールでジャッガ・ラーヤを破り（トップールの戦い）、ヴィジャヤナガル王国の君主となった。
ラーマ・デーヴァ・ラーヤは権力を保持し、その統治は年を追うごとに自信に満ちたものになっていたが、オランダ東インド会社の職員アブラハム・ロヘリウスによると、その性格は粗暴で傲慢だったようだ。
| 「 | 「かのブラーミネ（バラモンのパドマナーマ）が言うには、その次の王ラーマ・デーヴェロ（ラーマ・デーヴァ・ラーヤ）は金品や宝物にきわめて貪欲で、先代の例にならおうとするだけでなく、自らを飾り立てるために寺院の高価な宝石類を手に入れようとした。偶像の頭に載せられていたルビーとダイヤモンドをはめ込んだ高価な黄金の冠も、彼が目をつけた宝石類のひとつであった。しかしブラーミネの言うには、こうすることを助言した者がトリペティ（ティルパティ）寺院の建つ山の麓で死に、その直後に王も彼の後を追うことになった。ブラーミネによれば、それはまさに王が受けた当然の報いであった。彼が信ずるところによれば、そのようなことをする人間は罰せられないままでいることはできず、ほどなく報いを受けることになる」 | 」 |

1630年5月24日、ラーマ・デーヴァ・ラーヤは死亡し、その王位は叔父にあたるヴェンカタ3世が継承した。

## 関連文献
- Velcheru Narayana Rao, and David Shulman, Sanjay Subrahmanyam. Symbols of substance : court and state in Nayaka period Tamilnadu (Delhi ; Oxford : Oxford University Press, 1998) ; xix, 349 p., [16] p. of plates : ill., maps ; 22 cm. ; Oxford India paperbacks ; Includes bibliographical references and index ; ISBN 0-19-564399-2.
- Sathianathaier, R. History of the Nayaks of Madura [microform] by R. Sathyanatha Aiyar ; edited for the University, with introduction and notes by S. Krishnaswami Aiyangar ([Madras] : Oxford University Press, 1924) ; see also ([London] : H. Milford, Oxford university press, 1924) ; xvi, 403 p. ; 21 cm. ; SAMP early 20th-century Indian books project item 10819.
- K.A. Nilakanta Sastry, History of South India, From Prehistoric times to fall of Vijayanagar, 1955, OUP, (Reprinted 2002) ISBN 0-19-560686-8.